# 咨宫县
咨宫县，中国古县名。
隋朝大业十一年（615年）置，治所在今四川省威远县西北。唐朝改资宫县。后废。